# Колонна, Помпео
Помпе́о Коло́нна (итал. Pompeo Colonna; 12 мая 1479, Рим — 28 июня 1532, Неаполь) — итальянский кардинал, епископ Риети и вице-король Неаполя из рода Колонна. Был племянником кондотьера Просперо Колонна.

## Биография
Помпео Колонна, будучи подозреваем в заговоре с целью убийства папы Римского Юлия II и в нападении на Капитолий, был лишён своих церковных титулов и званий, однако в июле 1517 года папой Львом X возведён в кардинальское звание; 4 ноября 1517 года ему был назначен титул Санти-XII-Апостоли (Santi XII Apostoli). В 1524 году он переходит из церкви 12-ти Святых Апостолов к церкви Сан-Лоренцо в Дамосо. При избрании пап Римских Адриана VI и Климента VII он сыграл решающую роль. Как кардинал Помпео Колонна был церковным администратором архиепископств Катания и Монреале на Сицилии, епископств Потенца, Терни, Ацерно, Россано, Аверса и Сарно.
В 1530 году он назначается императором Священной Римской империи Карлом V вице-королём Неаполитанского королевства.
Помпео Колонна известен также как талантливый поэт. Главное своё литературное произведение, сборник стихотворений De laudibus mulierum он посвятил поэтессе и своей родственнице Виттории Колонна. Однако произведение так и не было опубликовано.